# Aphelochaeta serratiseta
Aphelochaeta serratiseta är en ringmaskart som först beskrevs av Banse och Edward Hobson 1968.  Aphelochaeta serratiseta ingår i släktet Aphelochaeta och familjen Cirratulidae. Inga underarter finns listade i Catalogue of Life.